# Mensur Cakić
Mensur Cakić est un karatéka bosnien qui a remporté la médaille d'argent en kumite individuel masculin moins de 70 kilos aux championnats du monde de karaté 2004 puis une médaille d'or aux championnats d'Europe de karaté 2006 dans la même épreuve.

## Résultats
| Résultat | Date          | Épreuve                   | Catégorie | Compétition                | Ville hôte            |
| -------- | ------------- | ------------------------- | --------- | -------------------------- | --------------------- |
| [ 1 ]    | Novembre 2004 | Kumite individuel - 70 kg | Seniors   | Championnats du monde 2004 | Monterrey, au Mexique |
| [ 2 ]    | Mai 2006      | Kumite individuel - 70 kg | Seniors   | Championnats d'Europe 2006 | Stavanger, en Norvège |